# Dorothy Manley
Dorothy Grace Manley (ur. 29 kwietnia 1927 w Londynie, zm. 31 października 2021 tamże) – brytyjska lekkoatletka specjalizująca się w biegach sprinterskich, srebrna medalistka igrzysk olimpijskich w Londynie w 1948 w biegu na 100 metrów. W późniejszym okresie startowała pod nazwiskiem Hall. Po śmierci swego pierwszego męża w 1973 wyszła ponownie za mąż za Johna Parletta.

## Finały olimpijskie
- 1948 – Londyn, bieg na 100 metrów – srebrny medal
- 1948 – Londyn, sztafeta 4 × 100 metrów – 4. miejsce

## Inne osiągnięcia
- 1950 – Auckland, igrzyska Imperium Brytyjskiego – dwa medale w biegach sztafetowych: srebrny na dystansie 660 yardów (220-110-220-110) oraz brązowy na dystansie 440 yardów (110-220-110)
- 1950 – Bruksela, mistrzostwa Europy – dwa medale: złoty w sztafecie 4 × 100 m oraz brązowy w biegu na 200 m

## Rekordy życiowe
- bieg na 100 metrów – 12,0 – 1948